# Belarús (llengua)
El belarús o bielorús (беларуская мова, 'bielarúskaia mova') és una llengua eslava de la branca oriental, parlada a Belarús i a parts de Polònia per uns 7 milions de persones (set milions a Belarús, mig milió a Rússia, unes 200.000 a Polònia i potser 150.000 a Ucraïna). Mostra característiques de transició entre l'ucraïnès i el polonès, amb fortes influències del lituà. Es divideix en quatre dialectes: nord-oriental (a Pólatsk, Vítsebsk i Mahilioŭ), sud-oriental (Hrodna, Barànavitxi, Slutsk i Mazir), zablúdau o central, que s'ha emprat com a base de la llengua literària, i polesià (que, amb tota probabilitat és, de fet un dialecte ucraïnès).
El nom bielorús es basa en l'adjectiu bielorússkiï, propi de la llengua russa. A partir de l'adjectiu autòcton, bielaruski, es pot desenvolupar una forma catalana bielarussenc, més respectuosa amb la realitat del país i coherent amb el corònim Bielarús. De fet, en català s'ha proposat l'ús del gentilici bielarussenc, així com del corònim Bielarús, com a substitutius de Bielorússia i bielorús, formes basades en el rus; avui dia aquestes formes alternatives no han estat assumides per la normativa catalana.

## Situació de la llengua
Segons dades del 1989, el 74,2 % dels belarussos tenien com a llengua materna el belarús, tot i que només hi havia 0,8 llibres per capita en belarús (contra 6,8 en rus). Nogensmenys, aquest percentatge de parlar matern era del 83,5 % el 1979 i del 93,2 % el 1959, cosa que mostra un alt procés de russificació lingüística. El fet que les dades de parlants de belarús del 1993 eren de 6.780.000 persones (el 65,7 % de la població), afegit al fet que tant la televisió com la major part dels diaris del país s'editen en rus, i que l'ensenyament encara es fa majoritàriament en rus (a Minsk només hi havia una escola el 1989 que ensenyava en belarús), mostren que podria tractar-se d'una llengua en perill.
Vora el 20 % dels belarussos ètnics tenen el rus com a llengua materna, mentre que el 79 % dels belarussos el tenen com a segona llengua, cosa que afecta moltíssim a la recuperació nacional i lingüística. Hi ha una autoidentificació nacional força alta, i a més a més el 16,5 % dels belarussos que no la tenen com a llengua materna la tenen com a segona llengua. Tanmateix, manquen referents simbòlics i històriconacionals autoidentificadors, i les alternatives nacional-burgeses sovint no es corresponen amb la realitat històrica objectiva, supeditada encara a la sovièticorussoïde, i els és encara difícilment assumible.
A tots aquests problemes s'afegeix la política de l'administració d'Aleksandr Lukaixenko, que d'ençà de 1994 ha promogut obertament la llengua russa en detriment de la belarussa, a més de refusar tota temptativa d'afirmació autocentrada del poble belarús.

## Classificació i relació amb altres llengües
Com passa sovint entre llengües eslaves, hi ha un grau considerable d'intel·ligibilitat mútua entre bielarussenc, rus i ucraïnès. En concret, el grau d'intel·ligibilitat mútua del bielarussenc és d'un 80 % amb l'ucraïnès, d'un 75 % amb el rus i d'un 55 % amb el polonès. Dins de l'eslau oriental, la llengua més estretament relacionada amb el bielarussenc és l'ucraïnès.
La qüestió de si el rus i el belarús contemporanis (així com l'ucraïnès i el rutè) són dialectes d'una mateixa llengua o llengües separades no és del tot decidida per factors exclusivament lingüístics. Això és perquè, com vèiem, hi ha un alt grau d'intel·ligibilitat mútua. Com a membres del grup eslavoriental, són descendents d'un avantpassat comú, el dialecte oriental de l'eslavònic (exactament igual, però, que txec i polonès procedeixen del mateix dialecte occidental de l'eslavònic, sense que hom els problematitzi tant). Belarús, rus i ucraïnès generalment apareixen per als lingüistes com a llengües separades.

## Característiques
El belarús, com tots els idiomes europeus actuals, no es va estandarditzar fins a l'edat mitjana. Abans, la llengua eslava eclesiàstica era usada com a llengua escrita, però l'idioma sorgeix de l'antic eslau oriental, igual que l'ucraïnès, i de certa forma, el rus. Actualment s'escriu amb l'alfabet ciríl·lic específic per al belarús, tot i que en diverses èpoques s'ha usat una modificació de l'alfabet llatí i fins i tot caràcters àrabs.

### Alfabet ciríl·lic belarús actual
Аа Бб Вв Гг Дд (ДЖдж ДЗдз) Ее Ёё Жж Зз Іі Йй Кк Лл Мм Нн Оо Пп Рр Сс Тт Уу Ўў Фф Хх Цц Чч Шш Ыы Ьь Ээ Юю Яя
A diferència d'altres llengües que fan servir l'alfabet ciríl·lic, tant el belarús com l'ucraïnès hi afegeixen un apòstrof (') per tal d'indicar la no palatalització. Compareu Сям'я amb la seva transliteració Siamja (per indicar les dues maneres en les quals es pot realitzar fonèticament el caràcter я).
A més, abans de 1933, el belarús tenia una altra lletra, la Ghe (Ґґ), representant el so (inhabitual) de /g/ en goma, i que ha estat objecte de controvèrsia, ja que alguns lingüistes opinen que s'hauria de recuperar, però oficialment encara no s'ha pres aquesta mesura ortogràfica.
No hi ha normes específiques per a la transcripció de l'alfabet belarús al català. A causa de la seva proximitat lingüística, es poden utilitzar les normes del rus, amb les adaptacions corresponents per al belarús, entre d'altres:
- En belarús la /o/ i la /e/ són sempre obertes, com en ucraïnès, a diferència del rus, per la qual cosa, quan s'escaigui accentuar, l'accent corresponent serà sempre obert.
- La lletra Ў, exclusiva del belarús, sona com la /u/ de caure i es pot transcriure com a tal, tot i que de vegades apareix com a ŭ o w.
- La lletra Г representa una fricativa glotal sonora com en ucraïnès, i se sol transcriure com a /h/

### Alfabet llatí belarús
Aa Bb Cc Ćć Čč Dd (Dzdz Dźdź Dždž) Ee Ff Gg Hh Chch Ii Jj Kk Ll Łł Mm Nn Ńń Oo Pp Rr Ss Śś Šš Tt Uu Ŭŭ Vv Yy Zz Źź Žž

## Gramàtica
La gramàtica estandarditzada del belarús en la seva forma moderna es va adoptar el 1959, amb modificacions menors el 1985. Va ser desenvolupat de la forma inicial establerta per Branislau Taraixkièvitx (la qual primera impressió fou feta a Vilnius, l'any 1918). Històricament, havien existit diversos altres formes estandarditzades alternatives de gramàtiques del belarús. L'actual es basa principalment en els dialectes populars belarussos de Minsk i la regió de Vilnius.
La gramàtica del belarús és més aviat sintètica i en part analítica, i en general és bastant similar a la gramàtica russa. L'ortografia belarussa, però, difereix significativament de l'ortografia russa en alguns aspectes, a causa del fet que és una ortografia fonètica que representa la fonologia aparent, mentre que l'ortografia de la llengua russa representa una morfofonologia subjacent.
L'exemple més significatiu d'això és en la representació de la reducció de la vocal, i en particular, la fusió de les /a/ i /o/ àtones, que existeix tant en rus com en belarús (un fenomen similar al que es dona en català oriental amb la /e/ i la /a/ que es pronuncien igual en posició àtona). El belarús sempre escriu aquest so fusionat com a /a/, mentre que usos russos l'escriuen /a/ o /o/, d'acord amb el que és el fonema "subjacent" (determinat per paraules relacionades en què la vocal es pronuncia de forma tònica, o si no hi ha tals paraules, ja sigui per l'etimologia o per la pronunciació en dialectes que no tenen la fusió, si fa no fa com en català). Això significa que els paradigmes nominals i verbals del belarús escrit, tenen un gran nombre de casos d'alternances entre /a/ i /o/ escrites, mentre que no hi ha tals alternances en els corresponents paradigmes escrits en rus. Això pot complicar considerablement la tasca dels parlants estrangers que volen aprendre aquests paradigmes; però, d'altra banda, fa que l'ortografia sigui més fàcil per als parlants nadius.
Gramaticalment, hi destaquen els següents trets: existència de sis casos, un accent mòbil per marcar la síl·laba tònica i un vocabulari proper a l'ucraïnès. Existeix la tendència fonètica de pronunciar les lletres e i o àtones com a [a], un procés que s'anomena àkannie (аканьне) i comparable a la neutralització que podem veure en català o en rus, per exemple, tot i que amb altres lletres i fonemes. També es caracteritza per:
- El so U llarg d'una antiga U protònica amb valor sil·làbic (uborij, u syna) i d'una U per VU i VI (zdarovje-zdrowie-zdorov'e)
- Abundància de la vocal A
- Gaudeix del so propi Ë, que no apareix a altres parles eslaves
- Forma els sufixos femenins chyn, chyna.
- Freqüència de síl·labes AK o KA, del rus ovca passa al belarús avechka
- Influències lèxiques del polonès, del lituà i de l'alemany

Els casos belarussos són comuns a gairebé totes les altres llengües eslaves:
- Nominatiu (nazouny)
- Genitiu (rodny)
- Datiu (davalny)
- Acusatiu (vinavalny)
- Instrumental (tvorny)
- Locatiu (mesny)
- I un setè cas, el vocatiu (klichny), tot i que aquest és rarament emprat en la llengua actual i es troba en un clar desús.

## Fonologia
El sistema fonològic del modern idioma belarús consisteix en almenys 44 fonemes: 5 vocals i 39 consonants. Les consonants també poden ser geminades. No hi ha un acord absolut sobre el nombre de fonemes, de manera que alguns estudiosos inclouen els sons més rars o contextualment variants.
Moltes consonants poden formar parelles que es diferencien només en la palatalització (anomenades consonants dures per oposició a consonants suaus). Aquestes últimes es representen en l'IPA amb el símbol ʲ. En algunes d'aquests parelles, el lloc d'articulació es canvia addicionalment (vegeu característiques distintives a continuació). També hi ha consonants no aparellades que no tenen corol·lari en la palatalització.

### Vocals
| Escriptura en belarús | IPA | Descripció                              | Exemple en belarús |
| --------------------- | --- | --------------------------------------- | ------------------ |
| i                     | /i/ | Vocal tancada anterior no arrodonida    | лiст ('fulla')     |
| э                     | /ɛ/ | Vocal semioberta anterior no arrodonida | гэты ('aquest')    |
| ы                     | [ɨ] | Vocal tancada central no arrodonida     | мыш ('ratolí')     |
| a                     | /a/ | Vocal oberta central no arrodonida      | кат ('botxí')      |
| у                     | /u/ | Vocal tancada posterior arrodonida      | шум ('soroll')     |
| о                     | /ɔ/ | Vocal semioberta posterior arrodonida   | кот ('gat')        |

Com en rus, [ɨ] no és un fonema separat, sinó un al·lòfon de /i/ que apareix després de consonants no palatalitzades.

### Consonants
Les consonants del belarús són les següents:
|                      | Labial | Labial | Alveolar /Dental | Alveolar /Dental | Retro -flexa | Velar | Velar   |
| plana                | pala.  | plana  | pala.            | plana            | Retro -flexa | pala. |         |
| -------------------- | ------ | ------ | ---------------- | ---------------- | ------------ | ----- | ------- |
| Nasal                | m      | mʲ     | n̪                | n̪ʲ               |              |       |         |
| Oclusiva             | p b    | pʲ bʲ  | t̪ d̪              |                  |              | k (g) | kʲ (gʲ) |
| Africada             |        |        | ts̪ dz̪            | ts̪ʲ dz̪ʲ          | ʈʂ ɖʐ        |       |         |
| Fricativa            | f v    | fʲ vʲ  | s z              | sʲ zʲ            | ʂ ʐ          | x ɣ   | xʲ ɣʲ   |
| Aproximant (Lateral) |        |        |                  |                  |              | j     | (w)     |
| Aproximant (Lateral) |        |        | l̪                | l̪ʲ               |              |       |         |
| Vibrant              |        |        | r                |                  |              |       |         |

Com en neerlandès, els fonemes rars /ɡ/ and /ɡʲ/ només estan presents en diversos mots manllevats (ганак [ˈɡanak], гузік [ˈɡuzik], гандаль [ˈɡandalʲ]), no obstant això, altres mots manllevats tenen la pronunciació fricativa: геаграфія [ɣʲeaˈɣrafʲija] ('geografia').
Com a coda de la síl·laba, /v/ es pronuncia [w] ([u̯], formant diftongs) i s'escriu ў. Es donen també alternances entre /l/ i aquesta postvocàlica /v/; tot i que restringida als temps verbals passats, [w] pot derivar etimològicament de /l/ com amb воўк [vɔwk] ('llop'), que prové del protoeslau *vьlkъ (així com en neerlandès goud "or" que en alemany i anglès ha donat "gold").
A continuació es transcriuen les variacions geminades:
- падарожжа [padaˈroʒʒa]
- ззяць [zʲzʲatsʲ]
- стагоддзе [staˈɣoddzʲe]
- каханне [kaˈxanʲnʲe]
- рассячы [rasʲˈsʲatʃɨ]
- ліхалецце [lʲixaˈlʲettsʲe]
- сярэднявечча [sʲarɛdnʲaˈvʲettʃa].